# Homem do distintivo
O homem do distintivo (em inglês:  Badge Man) é uma figura que supostamente está presente na fotografia de Mary Moorman do assassinato do presidente dos Estados Unidos John F. Kennedy na Dealey Plaza, em 22 de novembro de 1963. Teóricos da conspiração  sugeriram que essa figura é um atirador de elite disparando uma arma contra o presidente do alto de uma colina gramada. Embora uma suposta chama do cano obscureça muitos dos detalhes, o homem do distintivo foi descrito como uma pessoa vestindo um uniforme policial — o apelido em si deriva de um ponto brilhante no peito, que se diz assemelhar-se a um distintivo brilhante.
A fotografia de Moorman foi tirada uma fração de segundo depois que a bala fatal atingiu a cabeça de Kennedy. Ela foi analisada pelo Comitê Seleto da Câmara sobre Assassinatos, mas nenhuma evidência de figuras ocultas foi encontrada. Em 1983, Gary Mack — o curador do Sixth Floor Museum — obteve uma cópia de maior qualidade da fotografia. Após o aprimoramento, Mack notou o que ele acreditava ser o homem do distintivo no fundo sombreado. Este suposto segundo atirador apareceu em várias teorias da conspiração sobre o assassinato do presidente Kennedy.
Entre os especialistas em fotografia, o consenso é que a imagem não tem resolução para determinar se o homem do distintivo é ou não uma figura humana. O suposto homem do distintivo não está presente em nenhuma outra fotografia do assassinato e não foi visto por nenhuma testemunha. O ex-promotor público adjunto do Condado de Los Angeles, Vincent Bugliosi, criticou a interpretação do homem do distintivo, e o analista Dale K. Myers argumentou que não é uma pessoa real devido a discrepâncias proporcionais. Foi sugerido que a figura é, na verdade, uma distorção óptica de uma garrafa de Coca-Cola, ou simplesmente elementos de fundo diferentes.

## Fotografia de Moorman
O 35º presidente dos Estados Unidos, John F. Kennedy, foi assassinado em 22 de novembro de 1963, enquanto andava em uma carreata pela Dealey Plaza em Dallas, Texas. Durante o assassinato, a moradora de Dallas Mary Moorman tirou uma série de fotos com sua câmera Polaroid. Ela capturou imagens da limusine presidencial, várias outras testemunhas próximas, incluindo Abraham Zapruder filmando, duas escoltas de motocicleta da polícia de Dallas e a "colina gramada" ao lado da rota da carreata. O homem do distintivo é supostamente visível na quinta e mais famosa foto de Moorman da área, tirada quase exatamente no momento do tiro fatal. Esta foto foi calculada como tendo sido capturada entre os quadros 315 e 316 do filme de Zapruder, menos de um sexto de segundo depois que o presidente Kennedy foi baleado na cabeça no quadro 313.

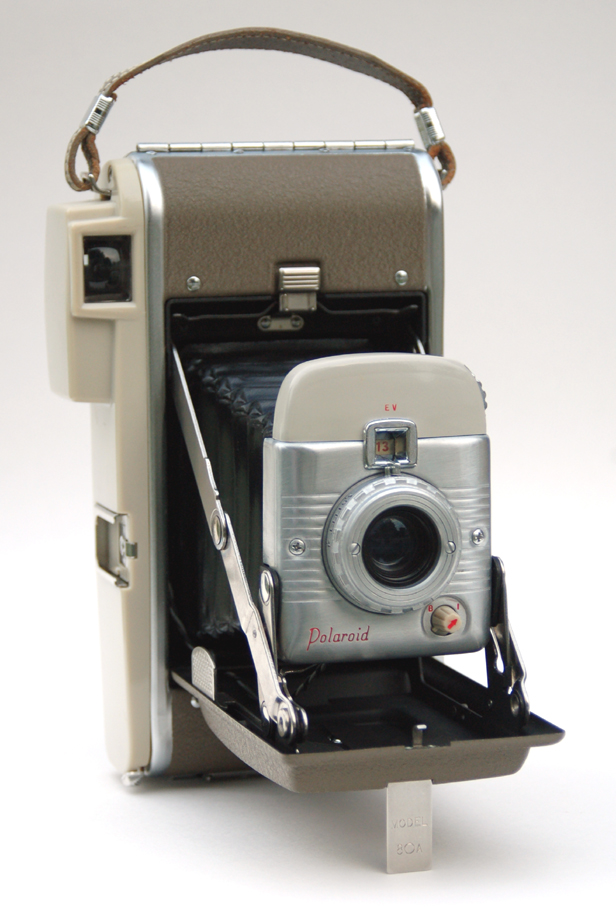
Mary Moorman tirou a foto usando uma Polaroid Highlander 80A.

Imediatamente após o tiroteio, policiais e espectadores correram para o gramado, de onde algumas testemunhas acreditavam que os tiros tinham se originado, mas nenhum atirador foi encontrado. A Comissão Warren concluiu que Lee Harvey Oswald foi o único atirador e que ele atirou em Kennedy do prédio do Texas School Book Depository. Teóricos da conspiração especulam que havia um assassino atrás da cerca de madeira no topo do gramado. Por sua vez, Moorman disse a Larry Sabato que não viu nada fora do comum atrás da cerca e que não estava convencida de que um segundo atirador foi revelado em sua fotografia.
A fotografia de Moorman não foi incluída no relatório de 1964 da Comissão Warren ou em seus documentos de apoio. Moorman afirmou que foi convidada a prestar depoimento à Comissão, mas pediu um adiamento após machucar o tornozelo e não foi contatada novamente. No final da década de 1970, o Comitê Seleto da Câmara sobre Assassinatos (HSCA) — que concluiu que havia um segundo assassino no monte gramado com base em evidências acústicas agora desacreditadas — considerou a foto de interesse para sua investigação.
A olho nu, o painel de evidências fotográficas do HSCA não conseguiu encontrar nenhuma figura no fundo sombreado. O HSCA então enviou a foto de Moorman para o Instituto de Tecnologia de Rochester (RIT) para ampliação, aprimoramento e análise. O relatório do RIT não encontrou nenhuma evidência de formas humanas em nenhum lugar no fundo, e a área específica atrás da cerca da paliçada foi considerada tão subexposta que era impossível obter qualquer informação dela. O HSCA concluiu que se a foto de Moorman "não contivesse imagens que pudessem ser interpretadas como uma figura atrás da cerca, seria uma falta preocupante de corroboração para a análise acústica". A foto examinada era a cópia original, que havia se degradado muito naquele ponto.

## Aprimoramento da fotografia

### Gary Mack
Em 1983, Gary Mack obteve uma cópia da UPI de 8 por 10 polegadas (200 mm × 250 mm) da fotografia de Mary Moorman de qualidade superior ao original degradado. Curador do Sixth Floor Museum at Dealey Plaza (o antigo Texas School Book Depository), Mack foi descrito pelo cético Vincent Bugliosi como um dos poucos respeitados teóricos da conspiração do assassinato de Kennedy. Depois de perceber o que ele pensou ser um rosto humano no fundo sombreado, Mack contatou Jack White — um amigo e técnico de câmara escura — para estudar a fotografia. Após o aprimoramento, eles identificaram um indivíduo vestindo um uniforme — possivelmente o de um policial de Dallas — parado atrás da cerca da paliçada, com o rosto obscurecido por uma chama do cano, mas com um pequeno objeto brilhante visível em seu peito. Eles interpretaram isso como um distintivo, daí "homem do distintivo".
Mack, White e outros teóricos da conspiração tentaram conectar o homem do distintivo com as alegações de Gordon Arnold. Ao analisar a foto, Mack inicialmente considerou se a figura poderia de fato ser Arnold, um soldado que alegou estar no monte gramado com uma câmera de filme. Arnold — que se apresentou pela primeira vez em 1978 — alegou que havia filmado o assassinato e que um policial confiscou seu filme após o tiroteio. Alguns teóricos afirmam que esse policial também era o homem do distintivo. Arnold não é visível em nenhuma fotografia tirada da área, o que Bugliosi chama de "prova fotográfica conclusiva de que a história de Arnold foi inventada".
White continuou fazendo experiências com a fotografia de Moorman. Em meados da década de 1980, ele produziu uma nova versão colorida, aprimorada em contraste e brilho, que ele alegou revelar a figura do policial com maior clareza. Em 1988, White alegou que um homem vestindo uma camisa branca e possivelmente um capacete é visível atrás do homem do distintivo. Ele o chamou de "Back Up Man". White também argumentou que Arnold é visível à direita anatômica do homem do distintivo.
Muitas teorias da conspiração afirmam que Kennedy foi morto por vários atiradores posicionados em toda a Dealey Plaza. O homem do distintivo é frequentemente dito ter disparado o tiro fatal na cabeça a partir do outeiro gramado. A série documental britânica de 1988 The Men Who Killed Kennedy, que apresenta o trabalho de White, propõe que o homem do distintivo era Lucien Sarti, um cidadão francês e suposto assassino de aluguel. Outros teóricos da conspiração sugeriram que o homem do distintivo é J. D. Tippit, um policial de Dallas que foi morto por Oswald logo após o assassinato de Kennedy. Em relação a essas alegações, Mack esclareceu sua posição em 2006: "Eu nunca disse que o homem do distintivo era o assassino do outeiro, mas eu disse que é uma possibilidade. Isso é tudo."

### Ceticismo

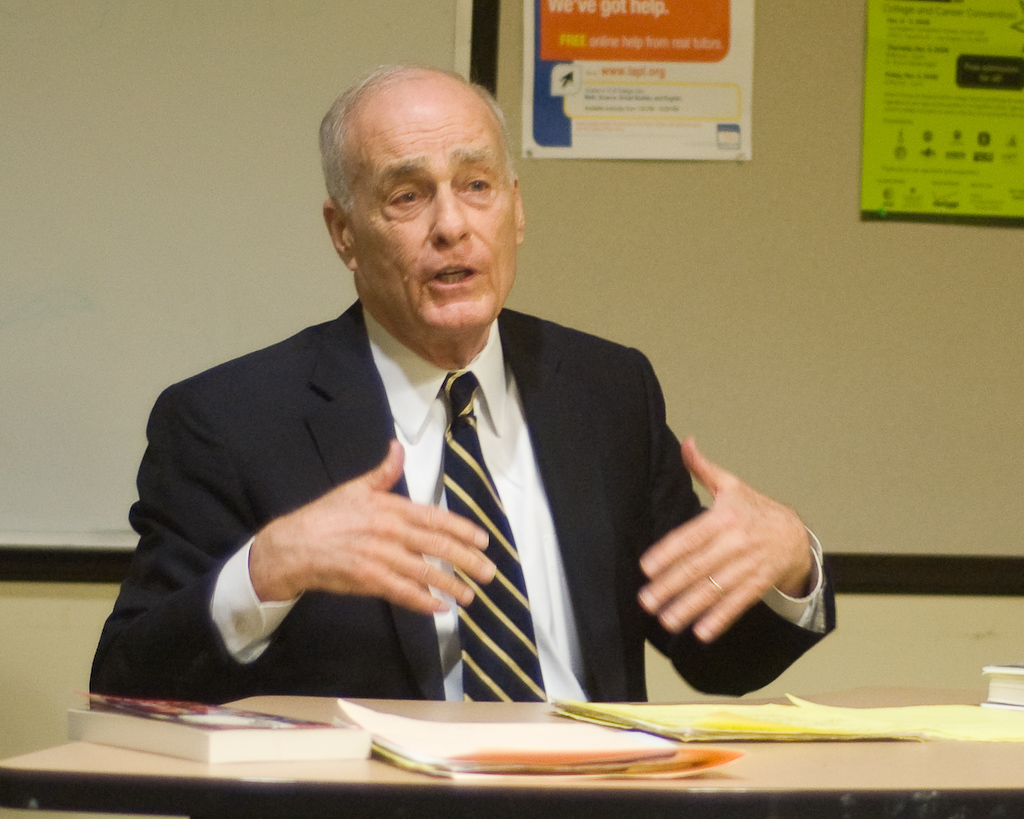
O autor e ex-promotor público adjunto de Los Angeles, Vincent Bugliosi, rejeitou o homem do distintivo, observando que ele não "se beneficia de escrutínio".

Em uma tentativa de validar o homem do distintivo, Mack fez com que a fotografia fosse analisada por terceiros, incluindo especialistas da Itek Corporation, do Laboratório de Propulsão a Jato no Instituto de Tecnologia da Califórnia, e do Instituto de Tecnologia de Massachusetts. O consenso é que a fotografia não tem resolução para determinar se o homem do distintivo é uma figura humana. O especialista em fotografia Geoffrey Crawley concluiu que o homem do distintivo não era uma pessoa, mas sim elementos de fundo díspares.
Bugliosi notou discrepâncias com a fotografia do homem do distintivo. Ele argumentou que o homem deve ter sido excepcionalmente alto para que seu distintivo fosse visto acima da cerca de cinco pés de altura (1,5 m), e que seus olhos não estão perto do escopo hipotético de seu rifle de precisão, como seria de se esperar. Bugliosi enfatizou que Mack declarou que nunca identificou com segurança a presença de uma arma devido ao suposto flash do cano. Mack admitiu que o homem do distintivo não foi identificado em nenhuma outra fotografia do assassinato. Além disso, o homem do distintivo não foi visto pela testemunha do outeiro gramado Lee Bowers ou pelo vizinho Zapruder, e nenhuma testemunha relatou ter visto um policial de Dallas perto de onde o homem do distintivo supostamente estava.
O pesquisador e animador de computador Dale K. Myers argumentou que as medições da área de colina gramada exigem que a suposta figura estivesse em uma posição impossível de disparar uma arma contra a carreata, dizendo "se [o homem do distintivo fosse] realmente um ser humano de altura e constituição médias, estava localizado 32 pés [9,8 m] atrás da linha da cerca e elevado 4,5 pés [1,4 m] acima do solo – uma posição de tiro irracional e insustentável." Ele afirma que o muro de contenção teria bloqueado a bala do homem do distintivo. Myers propôs que o homem do distintivo é apenas a luz do sol refletindo em uma garrafa de vidro. Uma garrafa de Coca-Cola é visível em fotos contemporâneas apoiadas em uma parede de pérgula perto da área do homem do distintivo.

### Citações
1. 1 2 3 4 5  Myers, Dale K. «The Badge Man Theory – An Analysis». Secrets of a Homicide: JFK Assassination. Oak Cliff Press, Inc. Consultado em 14 de janeiro de 2023. Cópia arquivada em 19 de maio de 2022
2. ↑  Bugliosi (2007), pp. xi, xxii, xlii.
3. 1 2 3 4 5 6 7 8  Bugliosi (2007), p. 885.
4. ↑  Warren Commission Hearings, Volume VI, pp. 296–302.
5. ↑  Report of the President's Commission on the Assassination of President John F. Kennedy (1964), p. 18.
6. 1 2  Sabato, Larry J. (2014). «Echoes from Dealey Plaza». The Kennedy Half-Century: The Presidency, Assassination, and Lasting Legacy of John F. Kennedy. Nova Iorque: Bloomsbury (publicado em 2013). p. 154. ISBN 978-1-62040-282-5. Consultado em 26 de fevereiro de 2023. Cópia arquivada em 27 de fevereiro de 2023
7. ↑  Myers, Dale K. «Badge Man – History». Secrets of a Homicide: JFK Assassination. Oak Cliff Press, Inc. Consultado em 22 de fevereiro de 2023. Cópia arquivada em 15 de janeiro de 2023
8. ↑  Bugliosi (2007), pp. xvii, 851.
9. 1 2  Bugliosi (2007), p. 851.
10. ↑  HSCA, Volume VI, p. 126.
11. 1 2 3 4 5 6  Myers, Dale K. (2004). «Badge Man: A Photogrammetric Analysis of Moorman Photograph No. 5 of the JFK Assassination». Secrets of a Homicide: JFK Assassination. Oak Cliff Press, Inc. Consultado em 28 de abril de 2012. Cópia arquivada em 24 de fevereiro de 2021
12. ↑  Rothstein, Edward (20 de novembro de 2013). «Recalling Kennedy's Death, or Life». The New York Times. Consultado em 13 de janeiro de 2023. Cópia arquivada em 31 de janeiro de 2018
13. 1 2 3  Young, Michael E. (2 de março de 2013). «Gary Mack and the evolution of a JFK conspiracy theorist». The Dallas Morning News. Consultado em 4 de agosto de 2022. Cópia arquivada em 4 de agosto de 2022
14. ↑  Bugliosi (2007), pp. 885–886.
15. 1 2 3 4 5 6  Bugliosi (2007), p. 886.
16. ↑  Bugliosi (2007), pp. 886–887.
17. ↑  Bugliosi (2007), p. 888.
18. ↑  Bugliosi (2007), p. 887.
19. ↑  Bugliosi (2007), p. 903.
20. ↑  Bugliosi (2007), pp. 903–904.
21. ↑  Myers, Dale K. «Frequently Asked Questions». J. D. Tippit. Oak Cliff Press, Inc. Consultado em 17 de janeiro de 2023. Cópia arquivada em 21 de setembro de 2022
22. ↑  «$650,000 is Given to Tippit Family; Donations Honor Patrolman Slain by Oswald in Dallas». The New York Times. 22 de outubro de 1964. Consultado em 17 de janeiro de 2023. Cópia arquivada em 17 de janeiro de 2023
23. ↑  Bugliosi (2007), pp. 885–888.
24. ↑  Cohen, Jacob (Junho de 1992). «Yes, Oswald Alone Killed Kennedy». Commentary. Consultado em 17 de janeiro de 2023. Cópia arquivada em 5 de agosto de 2022
25. ↑  McAdams (2011), p. 18.

### Obras citadas
- Bugliosi, Vincent (2007). Reclaiming History. [S.l.]: W. W. Norton & Co. ISBN 978-0-393-04525-3
- House Select Committee on Assassinations Final Assassination Report – Appendix to Hearings (Relatório). VI. United States Government Printing Office. 1979
- Hearings Before the President's Commission on the Assassination of President Kennedy. Warren Commission Hearings (Relatório). VI. United States Government Printing Office. 1964
- McAdams, John (2011). JFK Assassination Logic: How to Think About Claims of Conspiracy. [S.l.]: Potomac Books. ISBN 978-1-59797-489-9
- Report of the President's Commission on the Assassination of President John F. Kennedy (Relatório). United States Government Printing Office. 1964
- Sabato, Larry J. (2014). «Echoes from Dealey Plaza». The Kennedy Half-Century: The Presidency, Assassination, and Lasting Legacy of John F. Kennedy. New York: Bloomsbury (publicado em 2013). p. 154. ISBN 978-1-62040-282-5